# 長尾深海狗母魚
長尾深海狗母魚為輻鰭魚綱仙女魚目青眼魚亞目爐眼魚科的一種，分布於西南太平洋紐西蘭海域，屬深海底棲性魚類，深度可達4118公尺，棲息在底層水域，以小型甲殼類及頭足類為食，生活習性不明。
种加词 longicauda 意为“长尾的”。